# Winterfeld
Winterfeld és un nucli del municipi d'Apenburg-Winterfeld a l'estat de Saxònia-Anhalt. El 2007 tenia 609 habitants. Fins a l'1 de juliol 2009 era una municipi independent. El 2008, els consistoris d'Apenburg i Winterfeld van decidir una fusió voluntària i la nova entitat va prendre el nom de Flecken Apenburg-Winterfeld. La nissaga dels senyors o comptes de Winterfeld (de vegades també escrit Winterfeldt) és originària d'allà.
Nuclis
- Baars (fusionat l'1 d'agost del 1973)
- Quadendambeck (el 1950 fusionat amb Baars)
- Recklingen (fusionat el 17 d'octubre del 1973)

Llocs d'interès
- L'església
- Els dòlmens al jardí de la rectoria

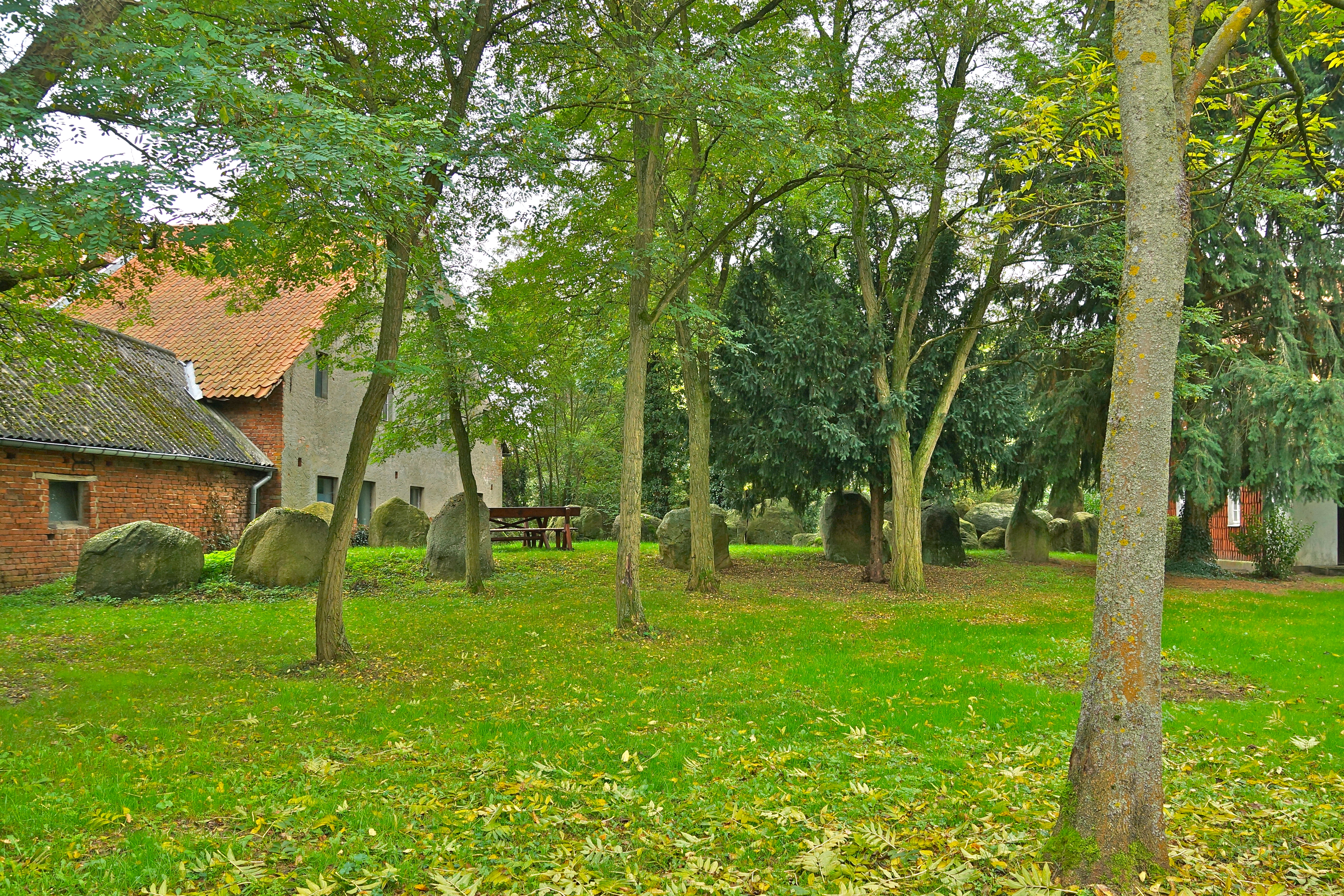
Dolmen
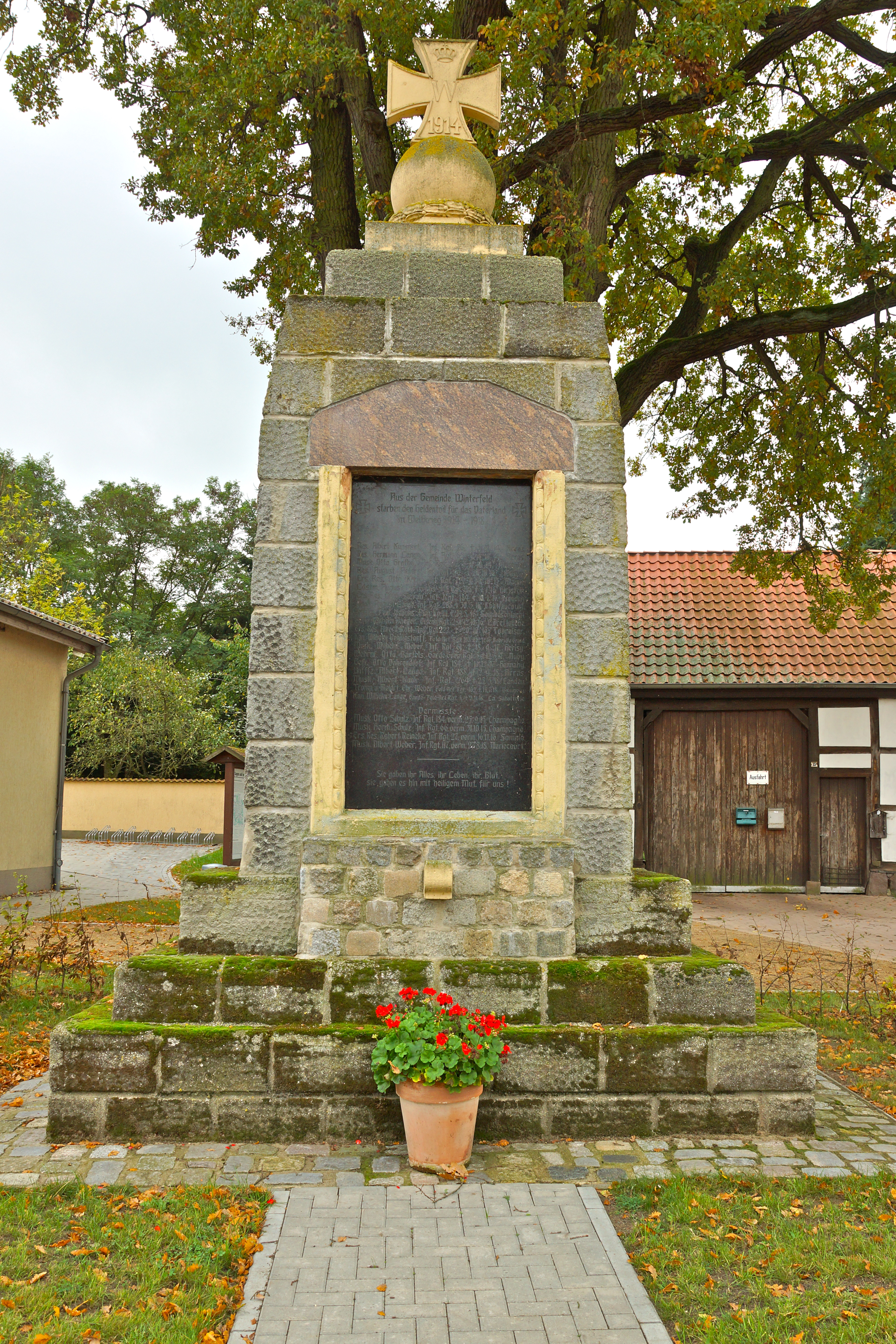
Monument a les víctimes de la Primera Guerra Mundial
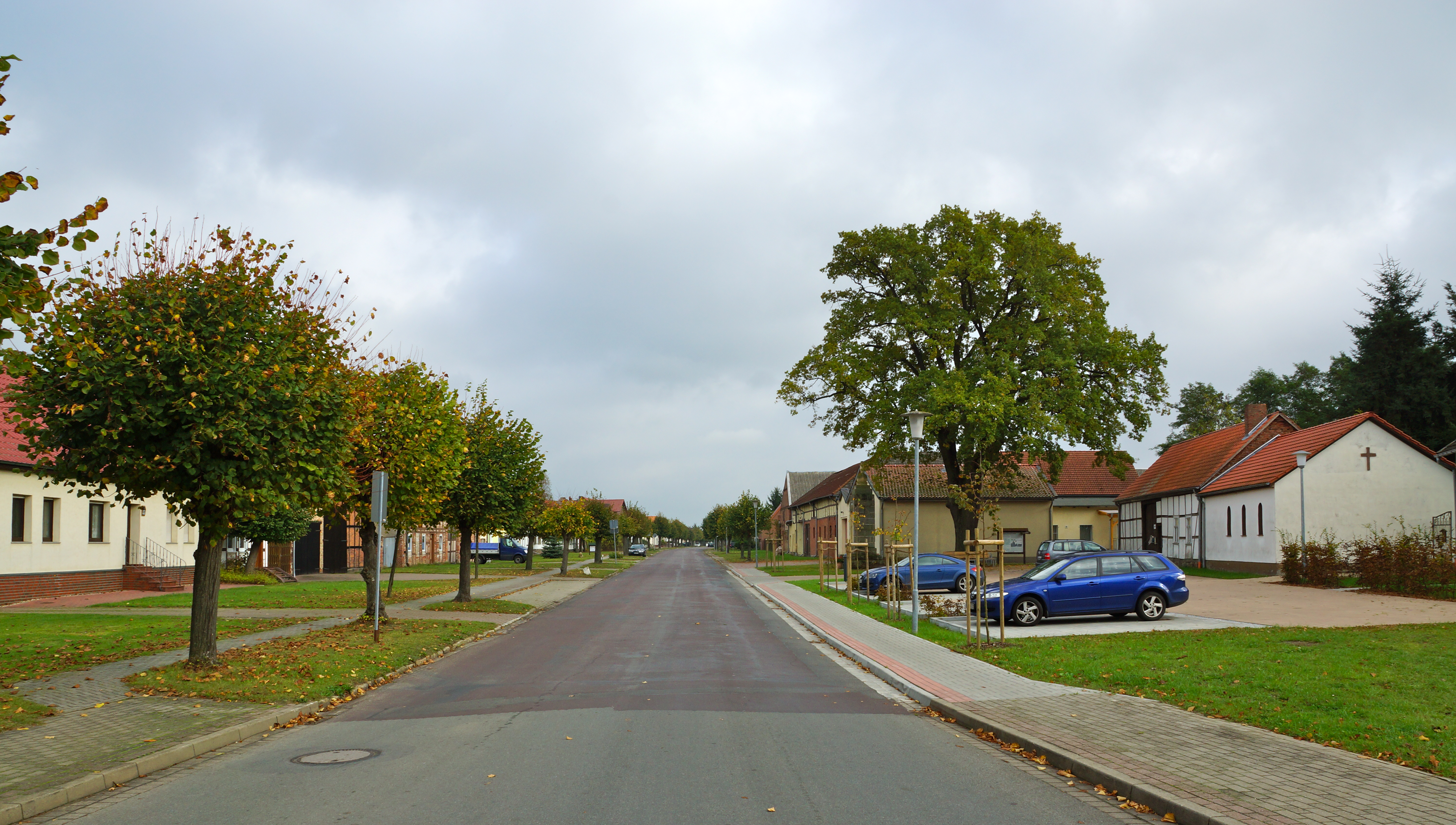
Carrer Major Dorfstrasse

## Enllaços i referències
A Wikimedia Commons hi ha contingut multimèdia relatiu a: Winterfeld

- Großsteingrab "Winterfeld", Winterfeld, Altmark Web sobre els dolmens amb moltes fotos